# Peranakan
Els Peranakan,  Baba-Nyonya  (Baba-Nyonya: zh-Hant,峇峇娘惹), o xinesos dels estrets , són descendents dels primers immigrants xinesos instal·lat a les colònies britàniques de l'estret de Malaca Penang i Singapur.
Baba  (zh-Hant, 峇 峇) és una paraula xinesa que significa "pare" i es refereix als homes. Nyonya  ve del portuguès Donha  "senyora", i es refereix a les dones.
El primers peranakan provenen dels matrimonis, a partir del segle xv, entre els comerciants xinesos i les dones malaies, birmanes o indoneses.
Els peranakan han adoptat parcialment costums malaies amb la finalitat d'integrar-se amb les comunitats locals. Durant el domini britànic, van adquirir una gran influència en les colònies d'ambdós costats de l'Estret fins a l'extrem de ser batejats els xinesos del Rei.
Avui dia, la seva identitat única tendeix a desaparèixer a poc a poc, amb l'adopció per part de les generacions més joves, d'una cultura xinesa més estandarditzada.
A l'illa de Java a Indonèsia, el terme Peranakan es refereix a les comunitats xineses mestisses locals de les ciutats del  Pasisir  (costa nord de l'illa). En el context d'Indonèsia, la seva individualitat es difumina indonesis encara més el destí del "Xinès" es van veure obligats, durant el règim de Suharto (1966-1998), a esborrar tot els rastres de particularisme.
Els xinesos baba i peranakan parlen una llengua criolla malaia, el "baba malai", una barreja d'anglès, malai i hokkien (un dialecte xinès).
Una exposició al Museu del Quai Branly, titulat "Els signes de la riquesa interior de Singapur" va estar dedicat a la cultura d'aquesta comunitat, des del 5 octubre de 2010 al 30 de gener de 2011. S'hi va mostrar l'estil de vida d'aquests immigrants presentant gran varietat d'objectes de finals del segle xx i començament del segle xx.